# Amphicyon
Amphicyon é um gênero extinto de grandes mamíferos carnívoros esmagador de ossos, popularmente conhecidos como cães-urso, da família Amphicyonidae, subfamília Amphicyoninae.